# Jezioro Wielkie Błądzimskie
Jezioro Wielkie Błądzimskie – jezioro w woj. kujawsko-pomorskim, w powiecie świeckim, w gminie Lniano, leżące na terenie Wysoczyzny Świeckiej.
W 1999 saperzy wydobyli z jeziora zalegający przy południowym krańcu wyspy, na głębokości ok. 4 m, niemiecki pocisk rakietowy Nebelwerfer.

## Dane morfometryczne
Powierzchnia zwierciadła wody według różnych źródeł wynosi od 51,0 ha do 52,8 ha.
Zwierciadło wody położone jest na wysokości 102,0 m n.p.m. lub 102,9 m n.p.m. Średnia głębokość jeziora wynosi 8,8 m, natomiast głębokość maksymalna 34,2 m.
Na podstawie badań przeprowadzonych w 1999 roku wody jeziora zaliczono do II klasy czystości i II kategorii podatności na degradację.

## Hydronimia
Według urzędowego spisu opracowanego przez Komisję Nazw Miejscowości i Obiektów Fizjograficznych (KNMiOF) nazwa tego jeziora to Jezioro Wielkie Błądzimskie. W różnych publikacjach i na mapach topograficznych jezioro to występuje pod nazwą Błądzimskie lub też Święte.